# Parasiphonella dentigena
Parasiphonella dentigena är en tvåvingeart som först beskrevs av Günther Enderlein 1911.  Parasiphonella dentigena ingår i släktet Parasiphonella och familjen fritflugor. Inga underarter finns listade i Catalogue of Life.